# Aktinoidy
Aktinoidy jsou podle současné mezinárodní chemické nomenklatury skupinou patnácti chemických prvků počínajících aktiniem, tedy prvků s protonovým číslem 89 až 103 (dříve se pod tento název řadilo pouze čtrnáct prvků následujících za aktiniem). V zemské kůře se vyskytují ve využitelných množstvích thorium (8,1 ppm) a uran (2,3 ppm). Druhý jmenovaný je v zemské kůře zastoupen podobně jako cín (2,1 ppm). Dále jsou ve stopových koncentracích v přírodě přítomny některé izotopy protaktinia jako produkty rozpadu izotopů uranu a thoria. Stopy některých izotopů neptunia a plutonia je možno v přírodě nalézt v uranových rudách jako produkt reakcí neutronů a izotopů uranu. Tato množství jsou však velmi malá. Všechny aktinoidy těžší než uran (transurany) je tedy nutné připravovat uměle jadernými reakcemi.

## Chemické a fyzikální vlastnosti
- nestálé
- mnoho izotopů
- radioaktivní s poločasem rozpadu mnohem nižším než má uran
- obsahují valenční elektrony v orbitalu 5f (s výjimkou aktinia a thoria)
- prvky za uranem se nazývají transurany a musí být vyráběny v urychlovačích nebo v jadených reaktorech.

## Využití

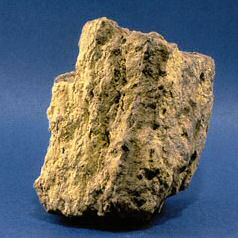
Nezpracovaná uranová ruda

- v případě uranu a plutonia jako jaderné palivo a jaderné zbraně.

## Příprava
- jadernými reakcemi